# Pseudoyersinia brevipennis
Pseudoyersinia brevipennis är en bönsyrseart som beskrevs av Yersin 1860. Pseudoyersinia brevipennis ingår i släktet Pseudoyersinia och familjen Mantidae. Inga underarter finns listade i Catalogue of Life.